# Principles of Compiler Design
Principles of Compiler Design, được viết bởi Alfred Aho và Jeffrey D. Ullman là một trong những cuốn sách kinh điển về trình biên dịch (Compiler) trong lĩnh vực khoa học máy tính.
Cuốn sách này thường được biết đến với tên Rồng Xanh, với hình con rồng màu xanh và hiệp sĩ trên tờ bìa. Hình rồng tượng trưng cho Sự phức tạp trong xây dựng trình biên dịch (Complexity of Compiler Construction) và hiệp sĩ tượng trưng cho Bộ phát sinh trình phân tích LALR (LALR Parser Generator).
Các cuốn sách của những tác giả này thường được phân biệt bằng màu của hình con rồng trên tờ bìa. Cuốn đầu tiên Compilers: Principles, Techniques, and Tools (hay Sách Rồng Đỏ) với hình rồng màu đỏ, phiên bản thứ hai của nó được gọi là Sách Rồng Tím, và cuốn này là Sách Rồng Xanh.